# Archelaos (Feldherr)
Archelaos (altgriechisch Ἀρχέλαος Archélaos, lateinisch Archelaus) war ein Feldherr Mithridates’ VI. von Pontos.

## Rolle im Ersten Mithridatischen Krieg

### Anfangsphase
Archelaos war von Geburt ein Kappadokier und einer der wichtigsten Feldherren des Mithridates in dessen erstem großen Krieg gegen die Römer. Gemeinsam mit seinem Bruder Neoptolemos besiegte er zunächst Anfang 88 v. Chr. Nikomedes IV. von Bithynien, einen Verbündeten der Römer, am Fluss Amnias in Paphlagonien. Im Verlauf der weiteren Kämpfe in Kleinasien misslang sein Angriff auf Magnesia am Sipylos, und er erlitt dabei eine Verwundung.
Mitte 88 v. Chr. sandte Mithridates VI. Archelaos mit einer großen Flotte und einem starken Heer, das angeblich 120.000 Mann umfasste, nach Griechenland, um die dortigen Staaten entweder durch Überzeugungsarbeit oder Gewalt zum Abfall von Rom zu bringen. Archelaos erschien mit seinem Geschwader in der Ägäis und brachte die Kykladen zu Anerkennung der pontischen Herrschaft. Auch eroberte er das unter römischem Einfluss von Athen abgefallene Delos, wobei angeblich 20.000 Inselbewohner, vor allem Italiker, ums Leben kamen. Athen, das sich durch die Vermittlung Athenions mit Mithridates VI. verbündet hatte, erhielt Delos zurück. Der Athener Aristion brachte im Auftrag des Archelaos die Tempelschätze von Delos unter dem Schutz von 2000 Soldaten nach Athen und schwang sich dort mit Hilfe dieser Streitmacht zum Tyrannen auf. Auch die Achäer und Lakedaimonier traten auf die Seite des Archelaos über. In der Folge stieß Archelaos von Athen aus nach Böotien vor, das er bis auf Thespiai gewann, woraufhin er an die Belagerung dieser Stadt schritt.
Inzwischen hatte Metrophanes, ein weiterer Feldherr Mithridates’ VI., Euböa, Demetrias und Magnesia verwüstet, die nicht auf die Seite des pontischen Königs hatten treten wollen. Quintus Braitius Sura, der Legat von Gaius Sentius, dem römischen Statthalter Makedoniens, vertrieb Metrophanes und zog daraufhin nach Böotien. Bei Chaironeia kam es im Winter 88/87 v. Chr. zum Kampf zwischen Bruttius Sura und dem von Aristion unterstützten Archelaos. Nach einem dreitägigen unentschiedenen Gefecht erhielt Archelaos Verstärkung durch ihm zugesandte achäische und lakedaimonische Hilfstruppen. Deshalb zog sich Bruttius Sura in den Piräus zurück, musste aber, als ihm Archelaos mit der Flotte dorthin folgte, den Hafen räumen.

### Belagerung durch Sulla im Piräus
Im Frühjahr 87 v. Chr. landete der vom Senat mit dem Krieg gegen Mithridates VI. betraute Prokonsul Sulla mit fünf Legionen in Epirus, sammelte Geld und Vorräte in Ätolien und Thessalien und marschierte daraufhin gegen Attika. Böotien unterwarf sich ihm, so dass er dieses Land widerstandslos durchziehen konnte. Einen Teil seiner Streitkräfte sandte er zur Belagerung Aristions in Athen, während er selbst mit dem Hauptteil seiner Truppen gegen den Piräus marschierte, wohin sich Archelaos zurückgezogen und die nötigen Vorbereitungen getroffen hatte, um einer Belagerung standzuhalten. Sulla wollte den Piräus im Sturmangriff erobern, wurde aber mit beträchtlichen Verlusten zurückgeschlagen. Er wich nach Eleusis und Megara zurück und musste sich dazu bequemen, umfangreiche Vorkehrungen für eine regelrechte Belagerung des Piräus zu treffen.
Die langen Mauern, die Athen mit dem Piräus verbanden, ließ Sulla schleifen und verwendete deren Material zur Erbauung eines Walls, mit dem er den Piräus einzuschließen gedachte. Ferner suchte er die Mauern des Piräus mit allen Mitteln zu erschüttern, baute Belagerungsmaschinen aus dem Holz heiliger Haine und verpflichtete den Tempel von Delphi und weitere griechische Heiligtümer zur Sendung finanzieller Mittel. Archelaos hatte aber auch seine Befestigungsanlagen verstärkt, Hilfstruppen von Euböa und anderen Inseln erhalten und sogar die Ruderer seiner Flotte bewaffnet. Numerisch war sein Heer jenem Sullas überlegen und als er noch weitere Truppen von Mithridates VI. zugesandt bekam, verließ er mit einem Teil seiner Truppen den Piräus und stellte sie nahe dessen Verteidigungsmauern in Schlachtordnung auf. Nach einem langen Kampf, in dem Archelaos etwa 2000 Männer verlor, flohen seine Soldaten nach einer neuen heftigen römischen Attacke so hastig in die Hafenstadt zurück, dass er sich ausgesperrt sah, da die Zurückweichenden in ihrer Angst die Tore verschlossen hatten. Nun wurde Archelaos mit einem Seil über die Mauer in Sicherheit gezogen. Trotz dieses Erfolgs konnte Sulla den Piräus nicht erstürmen und überwinterte in einem festen Lager bei Eleusis, das er durch die Anlegung eines Grabens schützte. Die Feindseligkeiten gingen in Form kleinerer Gefechte weiter.
In Athen stellte sich nun wegen zu geringer Verproviantierung eine Hungersnot ein. Archelaos wollte der Stadt eine von Soldaten bewachte Lebensmittellieferung schicken, die aber von den Römern abgefangen wurde, da diese von Verrätern im Piräus über den Plan des pontischen Feldherrn informiert worden waren. Ein nächtlicher Angriff Sullas auf den Piräus wurde nur mit Mühe zurückgeschlagen. Ein zweiter Versuch des Archelaos, Athen zu verproviantieren, scheiterte ebenfalls, weil er wiederum den Römern verraten worden war.  Sulla suchte die schlechte Versorgungslage der Athener zu nutzen und beschloss, die Stadt durch Aushungern zur Kapitulation zu zwingen. Deshalb errichtete er Kastelle, um die Flucht von Athenern zu unterbinden. Anfang 86 v. Chr. unternahm er einen erneuten Sturmangriff auf den Piräus mit allen ihm zur Verfügung stehenden Belagerungsmaschinen, erzielte aber wiederum keinen Durchbruch. Daraufhin entschloss er sich zur Blockade des Piräus, um dessen Besatzung zu zermürben.
Als die Hungersnot in Athen bedrohliche Ausmaße annahm, erstürmte Sulla am 1. März 86 v. Chr. die Stadt und ließ seine Soldaten morden und plündern. Aristion floh auf die Akropolis, musste sich aber im Sommer des gleichen Jahres wegen Wasser- und Nahrungsmangels ergeben und wurde mit seinen Anhängern hingerichtet. Nach dem Fall Athens hatte Sulla auch wieder energisch den Piräus attackieren lassen, erzwang sich den Zutritt und nötigte Archelaos zum Rückzug auf den schwer zugänglichen Hügel Munychia. Dort konnte sich Archelaos noch einige Zeit behaupten.

### Spätphasen des Kriegs und Vermittlung des Friedens
Nach der Eroberung des Piräus begab sich Sulla nach Böotien, um den Versorgungsproblemen in Attika zu entgehen und sich mit der nach Thessalien vorgedrungenen, aber nun vom Feind bedrohten Armee des Lucius Hortensius zu vereinigen, was ihm auch gelang. Archelaos folgte inzwischen der Aufforderung des Taxiles, eines weiteren Feldherrn des Mithridates VI., mit seiner Armee zu ihm zu kommen. Er gab den Munychia auf und segelte nach Chalkis, wo er den Anschluss an Taxiles vollzog und den Oberbefehl übernahm. In der Folge kam es zur Schlacht bei Chaironeia, die Archelaos trotz bedeutender numerischer Überlegenheit seiner Truppen – angeblich kommandierte er 120.000 Mann – vernichtend verlor. Er zog sich mit nur etwa 10.000 Mann nach Chalkis zurück. Sulla verfolgte ihn zum Euripos. Da der römische Feldherr aber einer Flotte entbehrte, vermochte Archelaos zu entkommen, ungehindert die griechischen Gewässer zu durchsegeln und Plünderungszüge gegen die Inseln und Küsten zu unternehmen. Als er bei Zakynthos  anlegte, vertrieben ihn die dort ansässigen Römer, so dass er sich nach Chalkis zurückbegab.
Unterdessen sandte Mithridates VI. ein neues Heer von 80.000 Mann unter Dorylaos nach Chalkis, das Archelaos als willkommene Verstärkung empfing. Anfangs wagte er aber keine Attacke gegen die Römer. Bei Orchomenos in Böotien fand er dann ein günstiges Terrain für die Entwicklung seiner Reiterei und ließ sich hier nun auf eine weitere Schlacht ein, die Ende 86 oder Anfang 85 v. Chr. stattfand und zwei Tage lang andauerte. Entscheidend war der persönliche Mut Sullas, dass die Römer am ersten Tag die Oberhand behielten. Archelaos’ Sohn Diogenes und 15.000 pontische Soldaten fielen. Sulla fürchtete, dass der Feind in der Nacht nach Chalkis entkommen könnte und traf Vorkehrungen, um ihm die Rückzugsmöglichkeiten zu nehmen. Am nächsten Tag fiel Archelaos’ Lager in Sullas Hände. Der Großteil der pontischen Streitkräfte fand den Tod, wobei diese entweder beim Kampf ums Lager ihr Leben verloren oder auf der Flucht im nahen See Kopaïs ertranken bzw. in den angrenzenden Sümpfen umkamen. Archelaos suchte zwei Tage lang in einem Sumpf Schutz und segelte dann mit einem Boot nach Chalkis. Dort sammelte er die noch in Griechenland verstreut stehenden Reste der pontischen Truppen.
In Kleinasien musste Mithridates VI. derweilen gegen Gaius Flavius Fimbria kämpfen. Als er vernahm, dass Archelaos bei Orchomenos geschlagen worden war, befahl er seinem Feldherrn, mit Sulla Friedensverhandlungen aufzunehmen. In der Folge kam es zu einem Treffen zwischen Sulla und Archelaos in Aulis oder Delion. Laut Plutarch habe Archelaos gefordert, dass Sulla auf Vorderasien verzichten solle und dafür Unterstützung für seine Auseinandersetzung in Italien erhalten würde. Daraufhin habe ihm Sulla das Schimpfliche an seinem Antrag begreiflich machen wollen, indem er Archelaos aufforderte, anstelle des Mithridates VI. pontischer Herrscher und ein Verbündeter der Römer zu werden und diesen seine Flotte zu übergeben. Archelaos habe aber seine Abscheu ausgedrückt, einen solchen Verrat zu begehen.
Zu den Bedingungen, die Mithridates VI. gemäß Sullas Forderungen zu erfüllen hatte, gehörten u. a. die Rückgabe aller Eroberungen, die Auslieferung von 70 Schiffen, aller römischen Gefangenen und aus griechischen Städten nach Pontos Fortgeführten, die Entfernung der pontischen Garnisonen aus allen Festungen Griechenlands und die Zahlung von 2000 Talenten Kriegskostenentschädigung, wofür der pontische König seine ererbten Staaten behalten dürfte. Archelaos vereinbarte die Friedenspräliminarien und zog die Garnisonen aus den geforderten Plätzen zurück. Dann sandte er Boten zu Mithridates VI., damit dieser die Sullas Bedingungen erfuhr, denn der König musste sie erst sanktionieren.
Hierauf zog Sulla zum Hellespont. In seiner Begleitung befand sich Archelaos, der vom römischen Feldherrn sehr geschätzt und ehrenvoll behandelt wurde. Sulla schenkte Archelaos auch Land auf Euböa und nahm ihn unter die Freunde und Bundesgenossen des römischen Volks auf. Des Weiteren ließ er Archelaos pflegen, als dieser in Larissa krank wurde. Mithridates VI. übermittelte dann die Replik, dass er im Wesentlichen Sullas Bedingungen akzeptiere, aber Paphlagonien und seine Kriegsschiffe nicht herausgeben wolle. Sulla gestand aber keine Vertragsänderungen zu. Archelaos fuhr zum König und brachte zwischen diesem und dem römischen Feldherrn ein persönliches Treffen zustande, das 85 v. Chr. in Dardanos stattfand. Dort wurde dann der endgültige Frieden geschlossen, in dem sich Mithridates VI. zur vollständigen Erfüllung des zwischen Sulla und Archelaos ausgehandelten Vertrags verstand. Im Wesentlichen erfolgte damit die Wiederherstellung des Besitzstandes vor Ausbruchs des Kriegs.

## Späteres Leben
Obwohl Mithridates VI. ziemlich günstige Friedensbedingungen erhalten hatte, war er mit ihnen nicht zufrieden, und gegen Archelaos wurden beim König Beschuldigungen erhoben, er habe mit Sulla schon längere Zeit in verräterischem Einvernehmen gestanden. In der Altertumsforschung wurden bezüglich der Frage, ob Archelaos Verrat an seinem König geübt habe, unterschiedliche Standpunkte vertreten.  Durch die Verdächtigungen fiel Archelaos jedenfalls in Ungnade und floh vor Ausbruch des Zweien Mithridatischen Kriegs (83 v. Chr.) zu den Römern. Er beredete den römischen General Lucius Licinius Murena, der sich damals in Kleinasien zur Kriegsführung gegen Mithridates VI. befand, nicht erst auf den Angriff des Königs zu warten. Noch zu Anfang des Dritten Mithridatischen Kriegs half er Lucullus 74 v. Chr. gegen den pontischen König. Über sein weiteres Leben ist nichts bekannt.